# Estadio Mario Villanueva Madrid
El Estadio Mario Villanueva Madrid es un estadio de fútbol ubicado en la ciudad de Playa del Carmen, Quintana Roo. Cuenta con una pista de tartán para atletismo y tiene una capacidad de 8,000 espectadores. Actualmente es la casa del Inter Playa de la Segunda División de México.

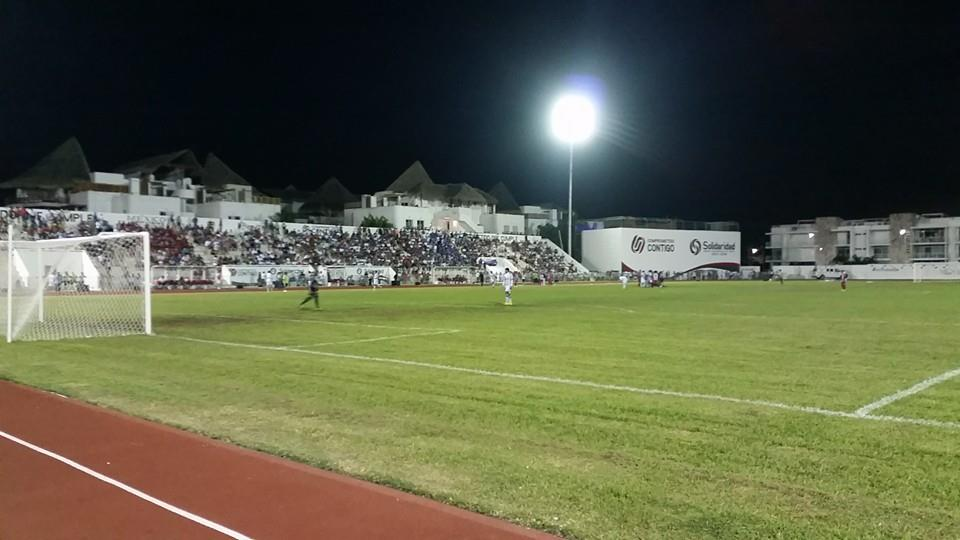
Interplaya durante un partido de segunda división

## Historia
Las obras de este recinto nunca pudieron ser culminadas desde su inauguración en 1999, por desvío de recursos y debido a otras cosas, por ejemplo en 2005 el Huracán Wilma arrasó en el estado de Quintana Roo y destruyó lo poco que había en el estadio. Sin embargo, con los esfuerzos del gobernador del estado Roberto Borge Angulo y el presidente municipal Mauricio Góngora y una inversión de más de 100 millones de pesos, el viernes 30 de mayo de 2014 se concluyó la obra de la unidad deportiva y unas cuantas más a los alrededores. El estadio se reinauguró con un partido del derbi quintanarooense entre Pioneros e Inter Playa.

## Equipos
Por mucho tiempo fue la casa del Inter Playa, pero debido a su remodelación, el Inter tuvo que jugar por dos años en la unidad deportiva Luis Donaldo Colosio, ubicada en la misma ciudad. Desde la fundación del Club, siempre jugó sus partidos de local en el Estadio Mario Villanueva e incluso consiguieron el ascenso de la tercera división.
A su vez, también fungió como casa del Inter Riviera Maya de la Primera División "A" durante el Apertura 2003 y de las Águilas de la Riviera Maya durante parte del Apertura 2005, aunque este equipo se mantuvo por un corto lapso, ya que la escuadra se mudó a Zacatepec como consecuencia de los efectos provocados por el Huracán Wilma en la ciudad.